# Antonio Esteva
Antonio Esteva Valiño (Madrid, España; 27 de abril de 1975) es un locutor y periodista deportivo español.

## Trayectoria
Comenzó su carrera profesional en Carrusel deportivo de la Cadena SER. Posteriormente, ejerció de locutor en la cadena Real Madrid TV. En 2006 se incorpora a La Sexta para presentar el bloque de deportes de La Sexta noticias además de narrar partidos de fútbol. También narra los partidos de Liga de primera división, los sábados a las 22 hrs.  
En 2008 pasa a narrar los partidos de la Liga de primera división los sábados a las 20 hrs y los de la Liga de segunda división, los domingos a las 17 hrs y a las 19 hrs. Desde otoño de 2009, tras la despedida de Andrés Montes de La Sexta después del Campeonato Europeo de Baloncesto Masculino de 2009, se encarga de retransmitir los partidos de la Liga de primera división de los sábados a las 22 hrs. También fue el conductor del programa Minuto y resultado edición noche, que se emitió los domingos de 0h30 a 1h45 de la madrugada en La Sexta, y en el que se recogen imágenes de la jornada futbolística en España y el resto del mundo.
También fue uno de los colaboradores habituales del programa de Intereconomía Televisión, Punto pelota, que fue presentado por Josep Pedrerol. Al mismo tiempo, también escribía artículos los en su blog Match Day dentro de Grada360.com, web que pertenecía al Vocento. También colaboró en Radio Marca.
Desde el 1 de abril de 2013 presenta junto a Óscar Rincón el programa deportivo Jugonesque se emite en La Sexta de 15 hrs a 15: 30 hrs, para competir contra Deportes Cuatro con Manu Carreño y Manolo Lama. Una etapa que duró pocos meses, ya que La Sexta decidió sustituir a ambos en favor de Josep Pedrerol, que dirige el programa en la actualidad.
Posteriormente, narró partidos de la Copa del Rey en Antena 3 y La Sexta y desde 2015 a 2018, partidos de la Liga de Campeones de la UEFA en las mismas cadenas.
Desde agosto de 2019 dirige en Onda Cero Radioestadio.